# Transformação isentálpica

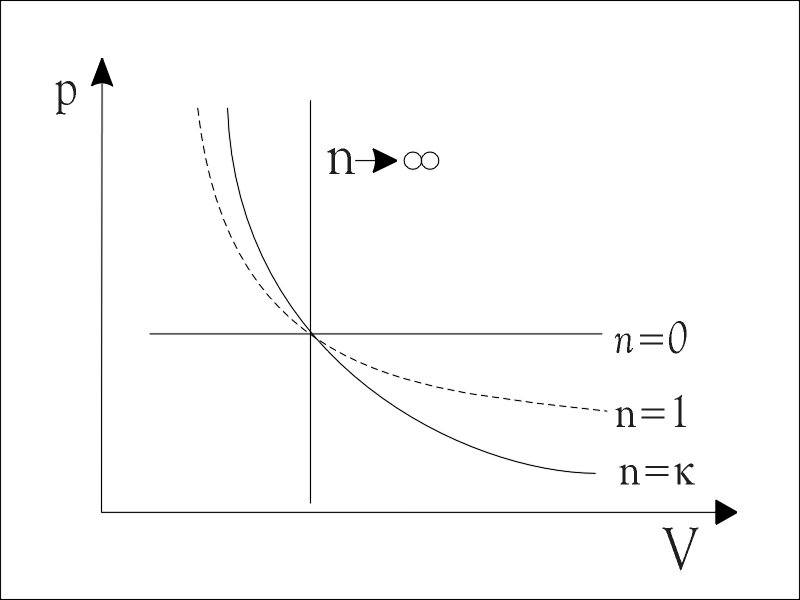
Diagrama de pressão-volume ilustrando um processo politrópico.

Uma transformação isentálpica é um processo termodinâmico que ocorre sem a mudança da entalpia do sistema.
Em um fluido em estado estacionário, pode haver mudanças significativas de temperatura e pressão e ainda assim o processo será isentálpico se não houver transferência de calor com o meio exterior, não for realizado trabalho com o meio exterior e não houver variação na energia cinética do sistema.
O efeito Joule-Thomson é um bom exemplo de processo isentálpico. Considere a liberação de uma válvula de escape em um vaso de pressão. A entalpia específica do fluido no interior do vaso é a mesma do fluido que escapa pela válvula. Conhecendo a entalpia específica do fluido e da pressão no exterior do vaso, é possível determinar a velocidade e a temperatura com que o fluido escapa.
Em um processo isentálpico:
- {\displaystyle h_{1}=h_{2}}
- {\displaystyle dh=0}

Um processo isentálpico ocorrendo em um gás ideal segue uma isoterma de acordo com {\displaystyle {d}h=0=c_{p}{d}T}.